# Deutsche Botschaft Oslo
Die Deutsche Botschaft Oslo ist die diplomatische Vertretung der Bundesrepublik Deutschland im Königreich Norwegen.

## Lage und Gebäude

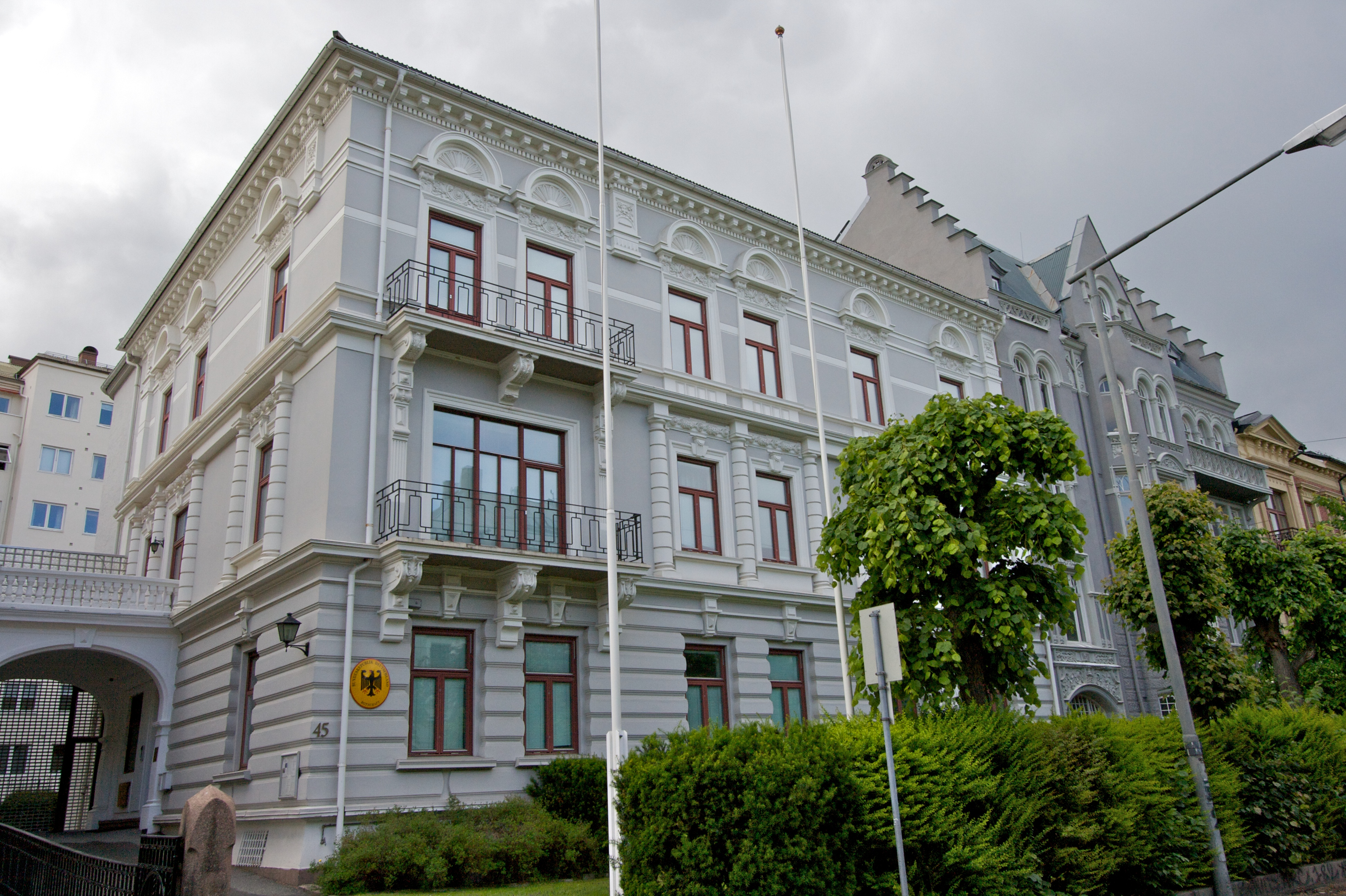
Kanzlei der Botschaft (2009)

Die Kanzlei der Botschaft befindet sich wie viele andere ausländische Vertretungen im Stadtteil Uranienborg der norwegischen Hauptstadt Oslo. Die Straßenadresse lautet: Oscarsgate 45, 0258 Oslo.
Das gut einen Kilometer entfernte, jenseits des Königlichen Schlosses und dessen Parks gelegene Außenministerium ist in wenigen Minuten erreichbar. Zum 50 Kilometer nördlich befindlichen internationalen Flughafen Oslo ist mit einer Fahrtzeit von einer Dreiviertelstunde zu rechnen. Der Color-Line-Fähranleger mit Verbindung nach Kiel liegt 4 Kilometer südlich und ist in 10 Minuten zu erreichen. Die Fähren nach Dänemark (Kopenhagen auf Seeland und Fredrikshavn an der Nordspitze Jütlands) legen ebenfalls im Hafen (Oslo Færgehavn) ab.
Bei der Kanzlei der Botschaft handelt es sich um ein dreigeschossiges traditionelles Stadthaus von repräsentativem Äußeren.

## Auftrag und Organisation
Die Deutsche Botschaft Oslo hat den Auftrag, die deutsch-norwegischen Beziehungen zu pflegen, die deutschen Interessen gegenüber der Regierung von Norwegen zu vertreten und die Bundesregierung über Entwicklungen in Norwegen zu unterrichten.
In der Botschaft werden die Sachgebiete Politik, Wirtschaft und Kultur bearbeitet. Es besteht ein Militärattachéstab.
Das Referat für Rechts- und Konsularaufgaben der Botschaft bietet deutschen Staatsangehörigen alle konsularischen Dienstleistungen und Hilfe in Notfällen an. Es besteht ein telefonischer Rufbereitschaftsdienst täglich bis Mitternacht. Der konsularische Amtsbezirk der Botschaft umfasst ganz Norwegen. Die Visastelle erteilt Einreiseerlaubnisse für in Norwegen ansässige Staatsangehörige dritter Länder. Norwegische Staatsangehörige benötigen bei Aufenthalt bis zu 90 Tagen kein Einreisevisum für den Schengen-Raum.
Honorarkonsuln der Bundesrepublik Deutschland sind in Ålesund, Bergen, Bodø, Kirkenes, Kristiansand, Tromsø und Trondheim bestellt und ansässig.

## Geschichte
Norwegen wurde am 13. August 1905 von Schweden unabhängig. Das Deutsche Reich war seit 1888 mit einem Generalkonsul in Oslo vertreten. Von 1940 bis 1945 war Norwegen von Nazi-Deutschland besetzt.
Die Bundesrepublik Deutschland eröffnete am 11. August 1951 erneut eine Gesandtschaft, die am 30. August 1955 in eine Botschaft umgewandelt wurde.
Die DDR richtete im Jahr 1954 eine Kammervertretung in Oslo ein. Norwegen nahm am 17. Januar 1973 diplomatische Beziehungen mit der DDR auf. Botschafter waren bis zu der Schließung der Vertretung mit dem Beitritt der DDR zur Bundesrepublik Deutschland im Jahr 1990 auf Posten.